# آيت لحسن اعوينة الرمل (سيدي جعفر 2)
آيت لحسن اعوينة الرمل هو دُوَّار يقع بجماعة عين كرمة، عمالة مكناس، جهة فاس مكناس في المملكة المغربية. ينتمي الدوّار لمشيخة سيدي جعفر 2 التي تضم 4 دواوير. يقدر عدد سكانه بـ 976 نسمة حسب الإحصاء الرسمي للسكان والسكنى لسنة 2004.

## وصلات خارجية
- البوابة الوطنية للجماعات الترابية
- المندوبية السامية للتخطيط